# Wijnvoorden
Wijnvoorden vormde samen met Marnhem, het latere Marle, een buurschap in het schoutambt Wijhe. Wijnvoorden was gelegen aan de oostkant van de IJssel, aan de overzijde van de rivier lag Marnhem.
In Wijnvoorden stond tot 1891 de havezate Ahnem. Tussen 1895 en 1918 lag tussen de stations Wijhe en Zwolle aan de Staatslijn A de stopplaats Wijnvoorden.